# Pedro de Ribera

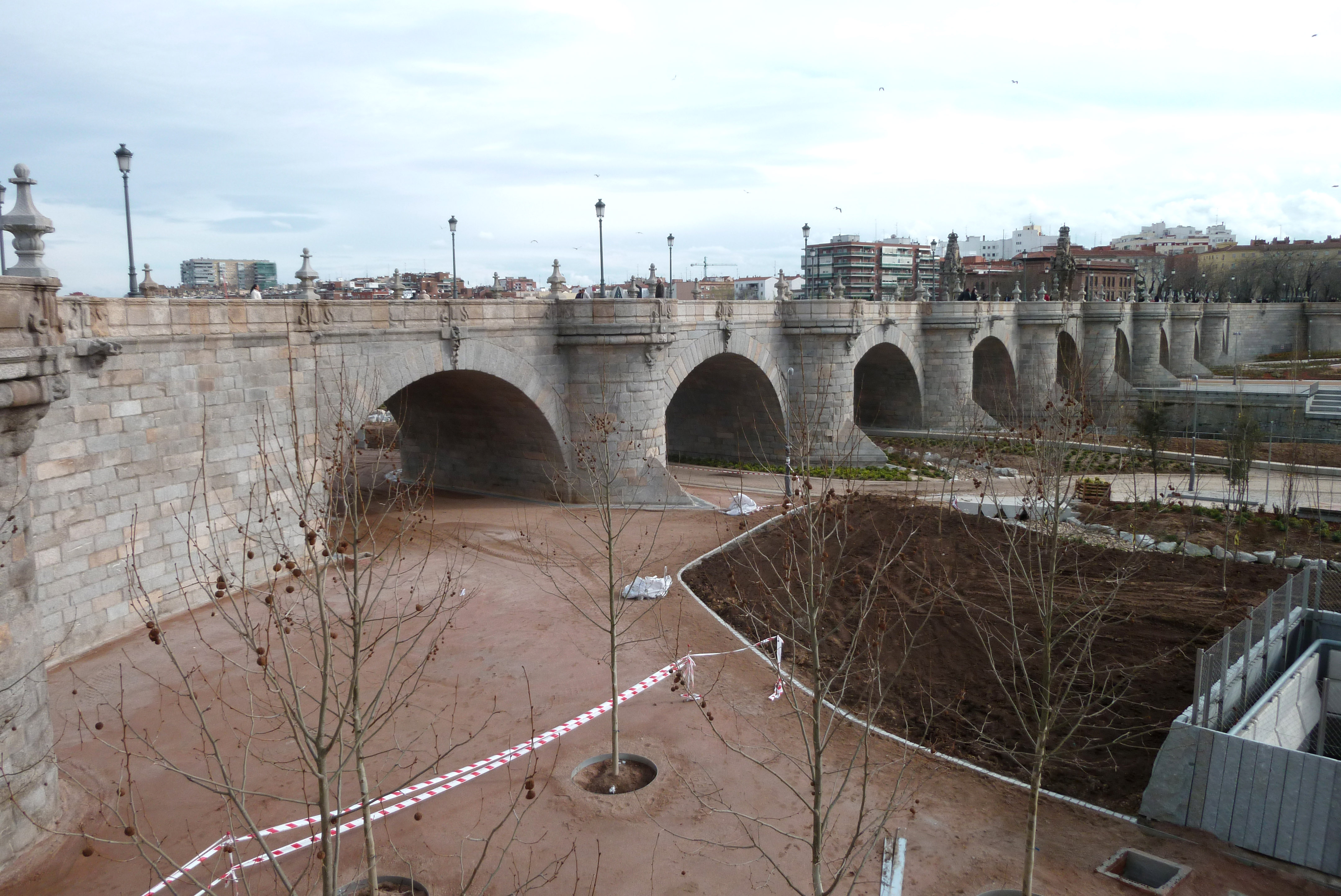
Le pont de Tolède.

Pedro de Ribera, né le 4 août 1681 à Madrid et mort en 1742 à Madrid, était un architecte espagnol.
Il est considéré comme l'un des maîtres de l'art churrigueresque à Madrid (façade de l'Église du Sacrement), où il fut maestro mayor. Le pont de Tolède (es) qu'il y construisit (terminé en 1734) est son chef-d'œuvre. On lui doit également l'élégant « ermita » de la Virgen del Puerto (achevée en 1718), l'abbaye bénédictine de Montserrat dont la construction s'étendit de 1704 à 1720 mais n'aboutit jamais, la caserne de Condel-Duque (1720), et la façade de l'Hospicio provincial San Fernando (1722-1726).